# Montastruc-de-Salies
Montastruc-de-Salies è un comune francese di 281 abitanti situato nel dipartimento dell'Alta Garonna nella regione dell'Occitania.

## Società

### Evoluzione demografica
Abitanti censiti